# Tropaeolum stipulatum
Tropaeolum stipulatum är en krasseväxtart som beskrevs av Buchen. och Sod. Tropaeolum stipulatum ingår i släktet krassar, och familjen krasseväxter. Inga underarter finns listade i Catalogue of Life.